# The Blissful Accidental Death
Pour plus de détails, voir Fiche technique et Distribution.
The Blissful Accidental Death (Splendida Moarte Accident en version originale) est un film d'animation roumain de court métrage réalisé par Sergiu Negulici et sorti en 2016.

## Fiche technique
- Titre : The Blissful Accidental Death
- Titre originale : Splendida Moarte Accident
- Traduction littérale du titre : L'Heureux Accident mortel
- Réalisation : Sergiu Negulici
- Scénario : Sergiu Negulici, Manuela Marcovici et Ioana Nicoara
- Animation : Sergiu Negulici, Manuela Marcovici, Ioana Nicoara, Alex Boncea, Razvan Dit, Anca Adascalitei, Ruxandra Corduneanu et Lu Pop
- Montage : Adriana Ionica
- Musique : Vlaicu Golcea
- Producteur : Adriana Ionica
- Production : Abis Studio
- Pays d'origine :  Roumanie
- Durée : 15 minutes 5
- Dates de sortie :
  -  France : 12 juin 2017 (FIFA 2017)

## Distinctions
Il remporte le prix Jean-Luc Xiberras de la première œuvre pour un court métrage à l'édition 2017 du festival international du film d'animation d'Annecy.